# سندرم پترسن
سندرم پترسن (انگلیسی: Patterson syndrome) یک سندرم بسیار نادر است که در آغاز آن را با سندرم داناهیو اشتباه می‌گرفتند.
این بیماری نامش را از یک متخصص اطفال آمریکایی به نام «دکتر جوزف هنن پترسن» می‌گیرد که به همراه همکارانش آن را در سال ۱۹۶۲ میلادی توصیف کرد.
پاتوژنز و علت ایجاد این بیماری تا سال ۱۹۸۱ میلادی ناشناخته بود.

## علائم و نشانه‌های بالینی
در این بیماری، فرد مبتلا، چهره‌ای غیرعادی و شبیه موارد لپریکانیسم دارد. این بیماری بیشتر بافت‌های همبند و دستگاه غدد درون‌ریز بدن را گرفتار می‌کند. بیماران دچار پوست شل و تغییر رنگ برنزی آن، کم‌توانی ذهنی و ناهنجاری‌های عمدهٔ استخوانی هستند. در صورت انجام پرتونگاری، نمای مشخص دیسپلازیای تمامی استخوان‌های بدن مشهود است.
به سبب درگیری دستگاه درون‌ریز، پُرکاری غدد فوق‌کلیوی، نشانگان کوشینگ و دیابت به وجود می آید. در یک بیمار نیز ظهور زودهنگام بلوغ جنسی آدرنالی (Adrenarche) مشاهده شده‌است.